# ERA A
ERA A (tudi ERA A-Type, ERA Type A) je bil prvi dirkalnik novoustanovljene britanske tovarne English Racing Automobiles. Za sezono 1934 so bili zgrajeni trije dirkalniki z oznakami R1A (1.5L), R2A (1.1L) in R3A (2.0L), v sezono 1935 pa še zadnji R4A (1.1L) za privatnika Pata Fairfielda. Moštvo je dirkalnike ERA A uporabljalo v sezonah 1934 in 1935 na dirkah nižjega razreda Voiturette, tovarniška dirkača sta bila Raymond Mays in Humphrey Cook, privatniki pa so z njimi dirkali vse do sredine petdesetih let.